# Valquíria Miss Dior
Valquíria Miss Dior (Valkyrie Miss Dior) é uma escultura produzida em 2023 pela artista plástica Joana Vasconcelos.
Esta obra foi realizada através de uma colaboração com a marca francesa Dior e foi escolhida para decorar e servir de cenário para o desfile de inverno 2023/24, na Semana da Moda de Paris, que decorreu no Jardim das Tulherias.
Vasconcelos já tinha colaborado com a marca em 2013 e 2019, na criação de uma escultura e de uma mala de marca, respetivamente.

## As Valquírias de Joana Vasconcelos
Para além de Valkyrie Miss Dior, Vasconcelos possui uma coleção de várias outras Valquírias como Golden Valkyrie, Royal Valkyrie, Simone, Valkyrie Mumbet, Valkyrie Octopus e Valquíria Matarazzo que alcançaram também palco internacional.
As Valquírias de Vasconcelos são esculturas inspiradas nas figuras femininas da mitologia nórdica, enviadas por Odin que se encarregava de escolher quem morreria na batalha. São estruturas suspensas a partir do teto compostas por grandes e irregulares corpos têxteis, incluindo um corpo central, cabeça e diversos braços.

## Descrição
Valkyrie Miss Dior especifica-se e caracteriza-se por ser uma escultura têxtil, totalmente executada à mão e site-specific, ou seja, uma obra que leva em consideração o local, no caso, idealizada para este evento da Dior.
É destacada pela sua dimensão, com medidas que rondam os vinte e quatro metros de extensão e os sete metros de altura cujo peso ultrapassa uma tonelada. A estrutura é composta por 25 elementos, constituída por um núcleo central azul suspenso no teto e apresenta vários braços coloridos por todas as direções, através dos quais as modelos desfilam exibindo as peças da estação. Além disso, foram incluídas ilhas dos mesmos materiais para o público se sentar.
Foi feita uma simbiose entre as artes plásticas e a moda, visto que a escultura foi realizada a partir de 20 tecidos da coleção pronto-a-vestir Outono Inverno 2023-2024 da Dior, algo, segundo Joana Vasconcelos "nunca antes feito".
Composta por uma grande diversidade de tecidos, rendas, bordados e elementos em croché, esta escultura é também constituída por vários ornamentos e adereços como lantejoulas, galões e borlas, que dão um efeito de movimento. Foram também inseridos também elementos tecnológicos, através da integração de centenas de luzes LED. Além disso, é de realçar que a peça contém bordados de Viana do Castelo.

## Homenagem a Catherine Dior
Joana Vasconcelos revelou que esta obra foi feita em homenagem à irmã de Christian Dior, Catherine Dior, que foi uma resistente francesa, durante a Segunda Guerra Mundial, capturada pela Gestapo e deportada para o campo de concentração de Ravensbrück, até ser libertada em 1945. Após o seu regresso a França, tornou-se uma florista, inspirando assim esta coleção e a Valquíria elaborada por Joana Vasconcelos, visto que a obra incorpora diversos padrões florais e cores com inspiração na natureza.